# Варлов
Варлов (нім. Warlow) — громада в Німеччині, розташована в землі Мекленбург-Передня Померанія. Входить до складу району Людвігслуст-Пархім. Складова частина об'єднання громад Людвігслуст-Ланд.
Площа — 13,85 км2. Населення становить 506 ос. (станом на 31 грудня 2020).